# Porąbani
Porąbani lub Tucker i Dale kontra zło (tytuł oryg. Tucker & Dale vs Evil) – kanadyjski horror komediowy z 2010 roku w reżyserii Eli Craiga.

## Fabuła
Tucker (Alan Tudyk) i Dale (Tyler Labine), dwaj „pełnokrwiści” wieśniacy, wyruszają na wymarzone, wspólne wakacje. Zamiast luksusowego hotelu trafiają do rudery w leśnej głuszy, ale to im nie przeszkadza. Sielanka się jednak kończy, gdy los stawia na ich drodze szpanerską grupę młodzieży z miasta. Tucker i Dale zostają uznani przez młodych ludzi za zwyrodniałych seryjnych morderców. Wakacje zaczynają przypominać krwawe łowy.

## Obsada
- Alan Tudyk jako Tucker
- Tyler Labine jako Dale
- Katrina Bowden jako Allison
- Jesse Moss jako Chad
- Chelan Simmons jako Chloe
- Philip Granger jako szeryf
- Brandon Jay McLaren jako Jason
- Christie Laing jako Naomi
- Travis Nelson jako Chuck
- Alex Arsenault jako Todd